# Гареев, Зуфар Климович
Зуфа́р Кли́мович Гаре́ев (18 декабря 1955, Верхнелачентау, СССР — 1 декабря 2021, Москва) — российский писатель, журналист.
Окончил Литературный институт имени А. М. Горького (семинар А. Злобина и А. Медникова, 1990).
Работал в газетах «Мегаполис-Экспресс», «Экспресс-газета», «АиФ Любовь», «Труд». Подвергался уголовному преследованию за участие в издании газеты «Ещё», признанной порнографической. В июле 1997 года Никулинским судом Москвы приговорён условно к 2 годам лишения свободы, освобождён по амнистии, объявленной в 1995 году к 50-летию Победы над Германией.
Автор книг «Про Шекспира» (1990), «Мультипроза» (1992).
Стипендиат Пушкинской премии фонда А. Тёпфера (ФРГ, 1994). Член общественного совета «Литературной газеты» (до 1997). Финалист премии «Нонконформизм-2010» (за пьесу «Вишневый сад-2»).
Лауреат культурно-просветительской премии «Нонконформизм-2012» в номинации «Нонконформизм-судьба» (по совокупности заслуг).
Член ПЕН-клуба.
Скончался на 66-м году жизни 1 декабря 2021 года в Москве.